# 데이비드 머민
너새니얼 데이비드 머민(영어: Nathaniel David Mermin)은 코넬 대학교의 응집물질물리학자이다. 2차원에서 자발 대칭 깨짐의 부재에 대한 머민-바그너 정리와, 초유체에서 쓰이는 "부점"(영어: boojum)이라는 용어를 도입하였다. 또한, 널리 쓰이는 물리학 교재를 집필하였다.

## 저서
- Ashcroft, Neil W.; N. David Mermin (1976). 《Solid State Physics》 (영어). Holt, Rinehart and Winston. ISBN 0-03-083993-9.
- Mermin, N. David (2005). 《It’s About Time: Understanding Einstein’s Relativity》 (영어). Princeton University Press. ISBN 978-0-691-12201-4.